# Aeolochroma venia
Aeolochroma venia är en fjärilsart som beskrevs av Louis Beethoven Prout 1924. Aeolochroma venia ingår i släktet Aeolochroma och familjen mätare. Inga underarter finns listade i Catalogue of Life.